# Campionato mondiale di enduro 2022
Il Campionato mondiale di enduro 2022, trentatreesima edizione dalla sua istituzione, ha avuto inizio in Spagna il 5 Maggio e si è concluso in Germania il 16 Ottobre dopo 7 prove. Le vittorie sono andate all'italiano Andrea Verona su Gas Gas nella E1, all'australiano Wil Ruprecht su TM nella E2 e Brad Thomas Freeman nella E3 su Beta.
Andrea Verona è vincitore della categoria assoluta Enduro GP.

## Sistema di punteggio e calendario
| Pos.  | 1  | 2  | 3  | 4  | 5  | 6  | 7 | 8 | 9 | 10 | 11 | 12 | 13 | 14 | 15 | 16 > |
| ----- | -- | -- | -- | -- | -- | -- | - | - | - | -- | -- | -- | -- | -- | -- | ---- |
| Punti | 20 | 17 | 15 | 13 | 11 | 10 | 9 | 8 | 7 | 6  | 5  | 4  | 3  | 2  | 1  | 0    |

| Prova | Data             | Gran Premio                 | Località      | Vincitore gara 1      | Vincitore gara 2      |
| ----- | ---------------- | --------------------------- | ------------- | --------------------- | --------------------- |
| 1     | 5-6-8 maggio     | Gran Premio di Spagna       | Lalin         | Andrea Verona         | Joseph Garcia Montaña |
| 2     | 12-13-14 maggio  | Gran Premio di Portogallo 1 | Peso de Regua | Wil Ruprecht          | Wil Ruprecht          |
| 3     | 23-24-24 giugno  | Gran Premio d'Italia        | Carpineti     | Joseph Garcia Montaña | Wil Ruprecht          |
| 4     | 1-2-3 luglio     | Gran Premio di Portogallo 2 | Coimbra       | Nathan Watson         | Nathan Watson         |
| 5     | 28-29-30 luglio  | Gran Premio di Slovacchia   | Gelinca       | Wil Ruprecht          | Wil Ruprecht          |
| 6     | 4-5-6 agosto     | Gran Premio di Ungheria     | Zalaegerszeg  | Joseph Garcia Montaña | Joseph Garcia Montaña |
| 7     | 14-15-16 ottobre | Gran Premio di Germania     | Zschopau      | Joseph Garcia Montaña | Joseph Garcia Montaña |

## Enduro Gp

### Classifiche

#### Piloti
| Pos. | Pilota                | Moto      | Punti |
| ---- | --------------------- | --------- | ----- |
| 1    | Andrea Verona         | Gas Gas   | 219   |
| 2    | Joseph Garcia Montaña | KTM       | 195   |
| 3    | Will Ruprecht         | TM        | 180   |
| 4    | Nathan Watson         | Honda     | 170   |
| 5    | Steve Holcombe        | Beta      | 127   |
| 6    | Thomas Oldrati        | Honda     | 124   |
| 7    | Brad Thomas Freeman   | Beta      | 112   |
| 8    | Mikael Persson        | Husqvarna | 87    |
| 9    | Daniel Milner         | Fantic    | 76    |
| 10   | Matteo Cavallo        | TM        | 68    |

### Costruttori
| Pos. | Costruttore | Punti |
| ---- | ----------- | ----- |
| 1    | KTM         | 255   |
| 2    | TM          | 198   |
| 3    | Honda       | 185   |
| 4    | Beta        | 176   |
| 5    | Gas Gas     | 135   |
| 6    | Husqvarna   | 121   |
| 7    | Fantic      | 88    |
| 7    | Gas Gas     | 84    |
| 8    | Sherco      | 82    |

## E1

### Piloti
| Pos. | Pilota              | Moto      | Punti |
| ---- | ------------------- | --------- | ----- |
| 1    | Andrea Verona       | Gas Gas   | 277   |
| 2    | Thomas Oldrati      | Honda     | 222   |
| 3    | Matteo Cavallo      | TM        | 186   |
| 4    | Jamie Mccanney      | Husqvarna | 154   |
| 5    | Antoine Magain      | Sherco    | 126   |
| 6    | Bruno Crivilin      | Honda     | 119   |
| 7    | Samuele Bernardini  | Honda     | 104   |
| 8    | Loïc Larrieu        | Fantic    | 99    |
| 9    | Davide Soreca       | Husqvarna | 88    |
| 10   | Theophile Espinasse | Beta      | 87    |

### Costruttori
| Pos. | Costruttore | Punti |
| ---- | ----------- | ----- |
| 1    | Honda       | 231   |
| 2    | TM          | 186   |
| 3    | Gas Gas     | 177   |
| 4    | Husqvarna   | 166   |
| 5    | Sherco      | 126   |
| 6    | Gas Gas     | 100   |
| 7    | Fantic      | 99    |
| 8    | Beta        | 87    |
| 9    | KTM         | 78    |
| 10   | Rieju       | 25    |
| 11   | Yamaha      | 5     |

## E2

### Piloti
| Pos. | Pilota          | Moto      | Punti |
| ---- | --------------- | --------- | ----- |
| 1    | Wil Ruprecht    | TM        | 219   |
| 2    | Joseph Garcia   | KTM       | 210   |
| 3    | Nathan Watson   | Honda     | 209   |
| 4    | Steve Holcombe  | Beta      | 165   |
| 5    | Hugo Blanjoue   | KTM       | 127   |
| 6    | Kryštof Kouble  | Husqvarna | 115   |
| 7    | Alex Salvini    | Husqvarna | 104   |
| 8    | Jakub Hrones    | Husqvarna | 90    |
| 9    | Giacomo Redondi | Gas Gas   | 56    |
| 10   | Albin Elowson   | Husqvarna | 40    |

### Costruttori
| Pos. | Costruttore | Punti |
| ---- | ----------- | ----- |
| 1    | KTM         | 242   |
| 2    | TM          | 219   |
| 3    | Honda       | 209   |
| 4    | Beta        | 173   |
| 5    | Husqvarna   | 156   |
| 6    | Gas Gas     | 46    |
| 7    | Sherco      | 39    |
| 8    | Fantic      | 39    |
| 9    | Gas Gas     | 10    |

## E3

### Piloti
| Pos. | Pilota              | Moto      | Punti |
| ---- | ------------------- | --------- | ----- |
| 1    | Brad Thomas Freeman | Beta      | 229   |
| 2    | Mikael Persson      | Husqvarna | 226   |
| 3    | Matteo Pavoni       | TM        | 178   |
| 4    | Marc Sans           | Husqvarna | 161   |
| 5    | Daniel Mccanney     | Sherco    | 155   |
| 6    | Leo Le Quere        | Sherco    | 137   |
| 7    | Antoine Criq        | Beta      | 115   |
| 8    | Jaume Betriu        | KTM       | 105   |
| 9    | Antoine Basset      | Beta      | 103   |
| 10   | Davide Guarneri     | Fantic    | 71    |

### Costruttori
| Pos. | Costruttore | Punti |
| ---- | ----------- | ----- |
| 1    | Beta        | 241   |
| 2    | Husqvarna   | 231   |
| 3    | Sherco      | 180   |
| 4    | TM          | 178   |
| 5    | KTM         | 105   |
| 6    | Fantic      | 81    |

## Enduro Gp

### Calendario
| Prova | Data          | Gran Premio                  | Località      | Vincitore gara 1 | Vincitore gara 2 |
| ----- | ------------- | ---------------------------- | ------------- | ---------------- | ---------------- |
| 1     | 7-8 Maggio    | Gran Premio di Spagna        | Lalin         | Andrea Verona    | Joseph Garcia    |
| 2     | 14-15 Maggio  | Gran Premio del Portogallo 1 | Peso de Regua | Will Ruprecht    | Will Ruprecht    |
| 3     | 25-26 Giugno  | Gran Premio d’Italia         | Carpineti     | Joseph Garcia    | Will Ruprecht    |
| 4     | 2-3 Giugno    | Gran Premio del Portogallo 2 | Coimbra       | Nathan Watson    | Nathan Watson    |
| 5     | 30-31 Luglio  | Gran Premio di Slovacchia    | Gelnica       | Will Ruprecht    | Will Ruprecht    |
| 6     | 6-7 Agosto    | Gran Premio di Ungheria      | Zalaegerszeg  | Joseph Garcia    | Joseph Garcia    |
| 7     | 15-16 Ottobre | Gran Premio di Germania      | Zschopau      | Joseph Garcia    | Joseph Garcia    |

### Classifiche

#### Piloti
| Pos. | Pilota         | Moto      | Punti |
| ---- | -------------- | --------- | ----- |
| 1    | Andrea Verona  | Gas Gas   | 219   |
| 2    | Joseph Garcia  | KTM       | 195   |
| 3    | Will Ruprecht  | TM        | 180   |
| 4    | Nathan Watson  | Honda     | 170   |
| 5    | Steve Holcombe | Betamotor | 127   |
| 6    | Thomas Oldrati | Honda     | 124   |
| 7    | Brad Freeman   | Betamotor | 112   |
| 8    | Mikael Persson | Husqvarna | 87    |
| 9    | Daniel Milner  | Fantic    | 76    |
| 10   | Matteo Cavallo | TM        | 68    |